# Edwardsia incerta
Edwardsia incerta is een zeeanemonensoort uit de familie Edwardsiidae. De anemoon komt uit het geslacht Edwardsia. Edwardsia incerta werd in 1921 voor het eerst wetenschappelijk beschreven door Carlgren. 